# Diecezja Man
Diecezja Man – diecezja rzymskokatolicka w Wybrzeżu Kości Słoniowej. Powstała w 1968.

## Biskupi diecezjalni
- bp Gaspard Béby Gnéba (od 2007)
- bp Joseph Niangoran Teky (1992-2007)
- kard. Bernard Agré (1968– 1992)